# Danger Under the Sea
Danger Under the Sea ist ein US-amerikanischer dokumentarischer Kurzfilm von Jacques-Yves Cousteau aus dem Jahr 1951. Der Film war für einen Oscar nominiert.

## Inhalt
Der Film zeigt hochseetüchtige Männer, die mit Aqua Tongs, speziellen Zangen, und natürlich Tauchgeräten ausgerüstet versunkenen Schiffen bzw. deren Wracks in mehr als 200 Meter Tiefe zu Leibe rücken und dabei einiges zu sehen bekommen. Natürlich sind auch Meeresbewohner, wie Fische und andere Tiere im Spiel, die plötzlich aus geöffneten Luken hervorschnellen und von den Tauchern mit Bewunderung wahrgenommen werden. Erläutert wird, wie gefahrvoll die Arbeit der Taucher an Schiffswracks in solch großer Tiefe sein kann.

## Produktion, Veröffentlichung
Der von Universal Pictures produzierte Film wurde in den USA am 25. September 1951 erstmals vorgestellt.

## Auszeichnung
Thomas Mead war auf der Oscarverleihung 1952 mit dem von ihm produzierten Film in der Kategorie „Bester Kurzfilm“ (zwei Filmrollen) für einen Oscar nominiert, musste jedoch Walt Disney und seinem Film Erde, die große Unbekannte (Nature’s Half Acre) den Vortritt lassen.